# Associació de Futbol de les Illes Verges Britàniques
L'Associació de Futbol de les Illes Verges Britàniques, també coneguda per les sigles BVIFA (British Virgin Islands Football Association, en anglès), és l'òrgan de govern de les Illes Verges Britàniques. Va ser fundada l'any 1974 i, des de 1996, està afiliada a la Federació Internacional de Futbol Associació (FIFA), a la Confederació del Nord, Centreamèrica i el Carib de Futbol Associació (CONCACAF) i a la Unió Caribenya de Futbol. La BVIFA és una organització sense ànim de lucre que promociona el futbol per a tothom, des de l'escola primària fins a les seleccions nacionals, masculines i femenines, de totes les categories.
Les referències futbolístiques a les Illes Verges Britàniques es remunten a l'any 1968, quan els clubs Kick Around, Royal Engineers i Beef Island Airport van disputar una primera lliga de tres equips. A 2019, la BVIFA dona suport a la Primary School i la High School League, la Women's Football Division i dues lligues masculines sèniors.
El 1968 es va fundar la Tortola League, que es jugava a l'illa de Tórtola, la més gran i poblada de les Illes Verges Britàniques i, el 1996, es va crear la Virgin Gorda League, que es jugava a l'illa de Verge Grossa, la segona més poblada de les Illes Verges Britàniques. El 2009, les dues lligues es van fusionar i van crear la BVIFA National Footbal League, que és la lliga de futbol més competitiva de les Illes Verges Britàniques. Des de 2012, la lliga està dividida en dos grups de quatre equips cadascun.
Del 1996 al 2003, les Illes Verges Britàniques i les Illes Verges Americanes van organitzar el Campionat de les Illes Verges (Virgin Islands Championship, en anglès). El jugaven dos equips de les Illes Verges Americanes (Saint Croix i Saint Thomas) i dos equips de les Illes Britàniques (Tórtola i Virgin Gorda).
La selecció nacional absoluta mai no ha aconseguit classificar-se per a disputar cap competició important i ocupa un dels darrers llocs del rànquing FIFA.